# Joan Beringer
Joan Beringer (Sélestat, Bajo Rin; 11 de noviembre de 2006) es un baloncestista con doble nacionalidad francesa y beninesa, que pertenece a la plantilla de los Minnesota Timberwolves de la NBA. Con 2,11 metros de estatura, juega en la posición de pívot.

## Trayectoria deportiva

### Primeros años
Beringer nació en Sélestat. Pasó los primeros 10 años de su vida en esa ciudad antes de mudarse a Estrasburgo. Jugó al fútbol de niño y, para el verano de 2021, «ni siquiera había tocado un balón de baloncesto». Sin embargo, comentó: «Cuando tenía unos 14 o 15 años, no encontraba botas de mi talla; me quedaban grandes los pies». Tras la presión de sus amigos, probó el baloncesto por primera vez y disfrutó de este deporte. Más tarde, se unió al club Strasbourg Saint-Joseph Basket, donde jugó en el equipo juvenil.
Se unió al SIG Strasbourg en 2022 y jugó para su esegundo equipo en la LNB Espoirs, la liga sub-22, promediando 4,1 puntos en la temporada 2022-23 y 9,4 puntos y 8,1 rebotes en la 2023-24.

### Profesional
En el verano de 2024 se trasladó a Liubliana, Eslovenia, para unirse al club Cedevita Olimpija. Inicialmente, iba a jugar en el filial, pero causó sensación y ascendió al primer equipo antes de haber disputado ningún partido. En noviembre firmó un contrato de cuatro años con club. Tuvo un tiempo de juego significativo y ayudó al equipo a ganar la Copa de baloncesto de Eslovenia en la temporada 2024-25. Acabó la temporada promediando 4,8 puntos, 4,1 rebotes y 1,4 tapones por partido, lidarando la liga en este último apartado.
En abril de 2025 anunció su intención de presentarse al Draft de la NBA. El 25 de junio fue elegido en la decimoséptima posición del Draft de la NBA de 2025 por los Minnesota Timberwolves.